# 青岛湛山小学
36°03′42.3″N 120°22′09.7″E / 36.061750°N 120.369361°E
青岛湛山小学，最初全称为青岛市市立湛山小学，其旧址位于中国山东省青岛市市南区盐城路1号（原湛流干路2号），建于1933年，现为市南区文物保护单位。

## 历史
1930年代初，在时任青岛市市长沈鸿烈及青岛市教育局局长雷法章的推动下，青岛市政府为改善辖区内教育状况，在市区新创办4所学校、扩建6所学校，同时在乡村地区创办了80余座小学，湛山小学便是80余座乡区小学其中之一。其校址位于大湛山村东侧，校舍为一座平房，平面呈“山”字，内设教室4间，办公室3间，寝室及杂用室各1间，操场位于后侧（北侧）。校舍设计方案由青岛市工务局（时任局长为邢契莘）负责审核，工程费用5130元，其中由市政府补助1250元。校舍1933年9月动工，12月建成，次年正式建校。1940年，该校因学生增多而扩建校舍，向北扩建东西两厢房和北侧一平房，形成“口”字形院落。
1994年，因湛山村改造，市南区人民政府投资在新湛二路11号为湛山小学新建校舍，并改名为市南区实验小学，1995年10月21日挂牌成立。学校迁址后，原校舍闲置，后来曾为废品回收站。1993年青岛市人民政府东迁后，包括湛山在内的东部新区逐渐成为青岛新的市中心，湛山小学旧址也成为新市区内少有的老建筑之一，同时也是少数保存至今的民国时期乡区小学之一。2006年至2007年间，包括一些湛山小学校友在内的许多市民曾要求妥善保存湛山小学旧址。此后，该建筑仍年久失修且再次闲置。2009年7月27日，该建筑列入市南区未核定文物保护单位名录。2013年3月1日，该建筑列入第二批市南区文物保护单位。

## 图集
- 1934年建成后的湛山小学
- 湛山小学旧址2017年的状态，2018年上半年因上合青岛峰会而临时粉刷了外立面
- 湛山小学旧址正门，2017年状态
- 正门，2018年8月